# Thymus serpyllum
Thymus serpyllum, también conocido como serpol, es una planta de la familia Lamiaceae. Otros nombres que recibe son: hierbaluna, tomillo del monte serpolio, tomillo salsero, tomillo sanjuanero, salsa de pastor.

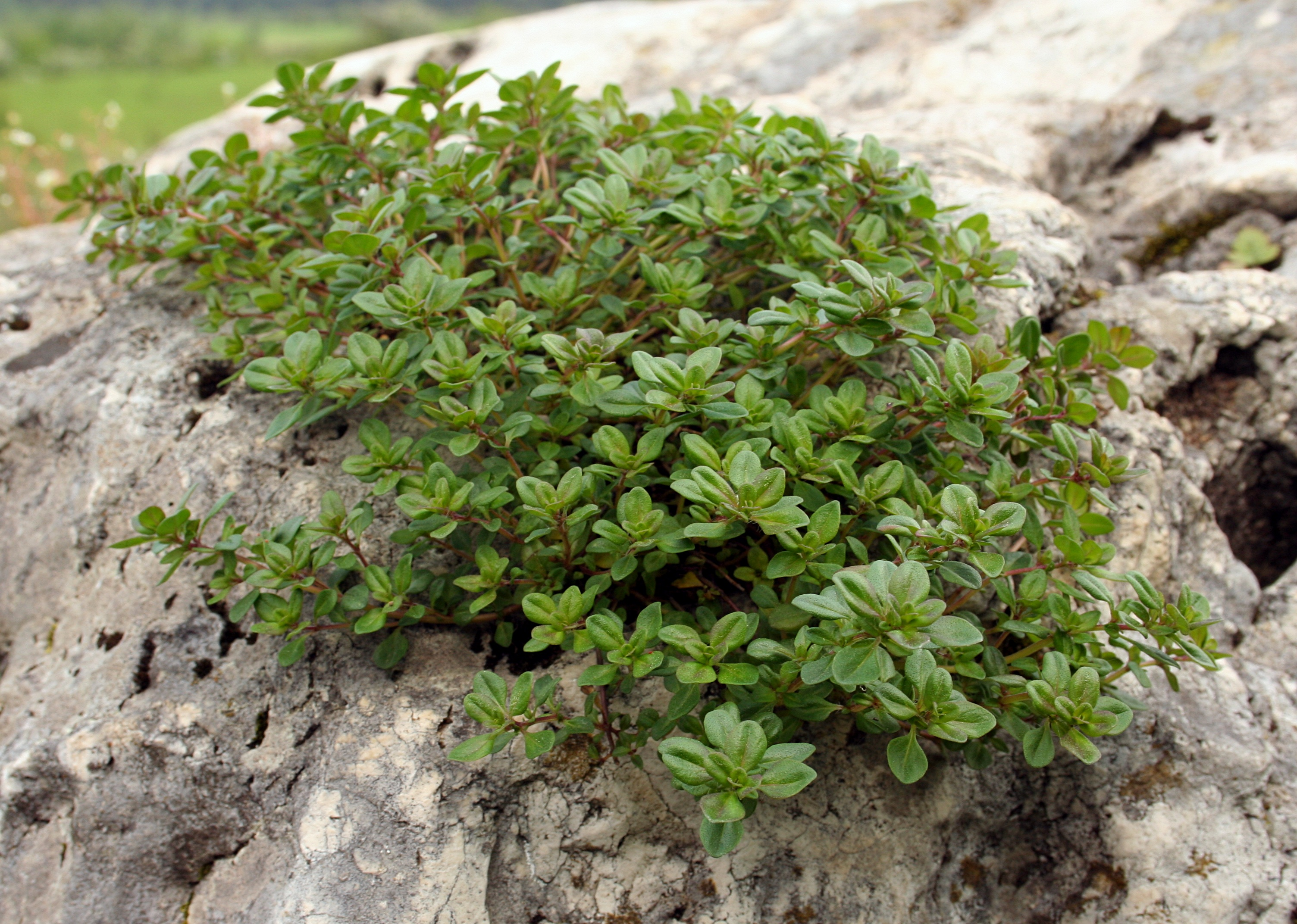
Vista de la planta

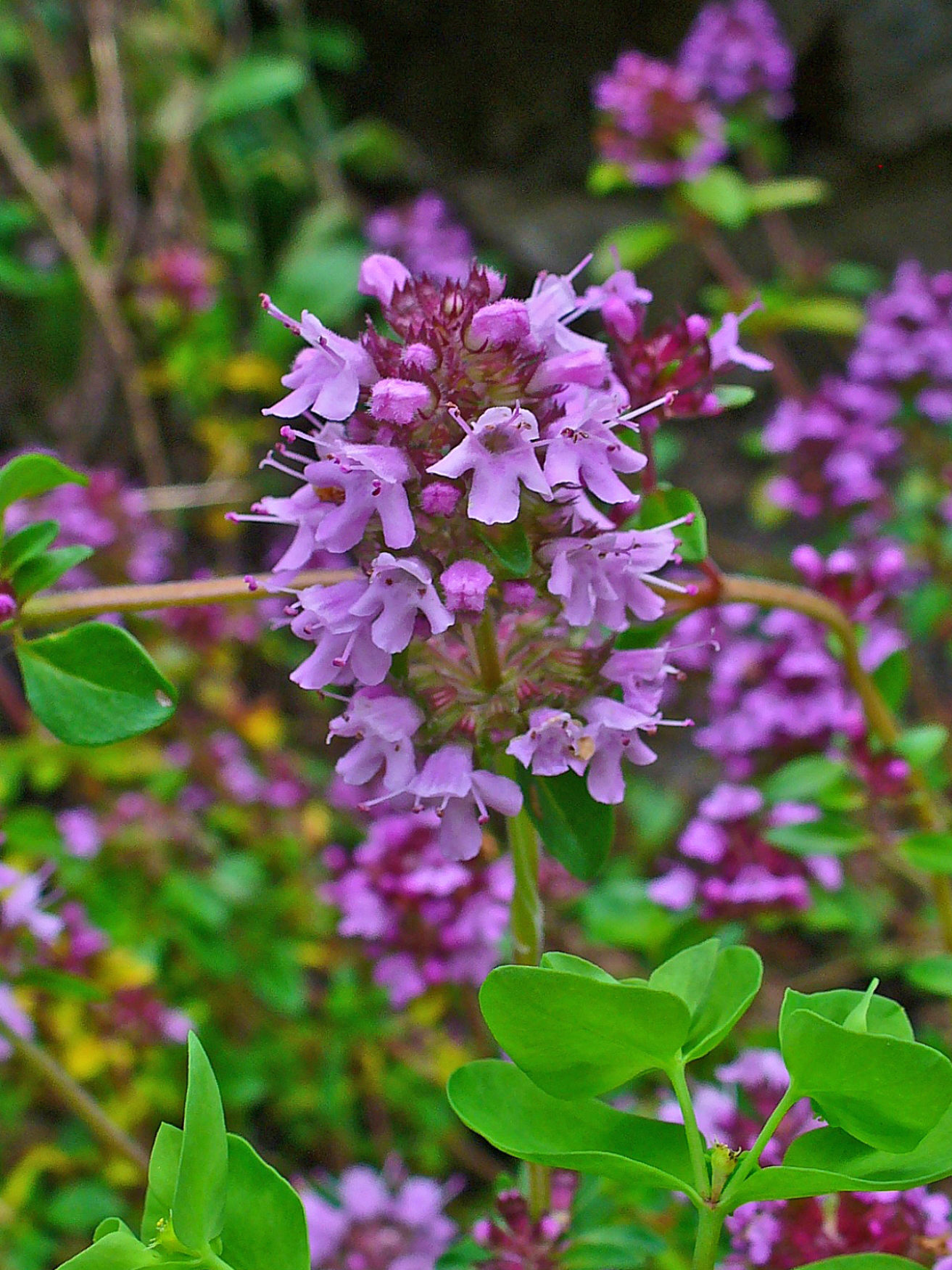
Flores

## Características
Vivaz, de tallo leñoso, que crece y se ramifica horizontalmente, apoyándose en el suelo. De la misma manera, produce otras ramificaciones verticales que llegan a tener hasta 50 cm de altura, igual que los extremos de los tallos horizontales, que se levantan hasta alcanzar esa misma altura.
Existen muchas variedades de serpoles con diferentes características morfológicas. Todas tienen en común las flores, en forma de tubo que se divide en dos labios, el superior con tres divisiones profundas (a diferencia del tomillo, en que las divisiones son muy poco pronunciadas). Sin embargo, unos serpoles están cubiertos de vellosidad y a otros les falta; unos tienen las hojas alargadas y otros redondeadas; incluso sus flores adquieren diversas coloraciones y desprenden distintos aromas. En algunas partes se llama tomillo silvestre, tomillo salvaje, serpollo o salsa de pastor.

## Distribución
Esta planta vive en el centro y norte de Europa, donde no hay tomillo, en los valles y en las montañas. Se ha encontrado hasta una altitud de 2.500 metros. Esta planta prefiere los rincones áridos, secos, pedregosos o los claros de los bosques. También crece en las laderas escarpadas de las montañas.

## Principios activos
Flores y hojas poseen un aceite esencial rico en cimol y pineno, sustancias aromáticas (el timol y el carvacrol, característicos del tomillo, también se encuentra pero en muy poca proporción). Taninos, resina y sustancias amargas son también propias del serpol.

## Propiedades medicinales
El serpol posee cualidades para mitigar la tos. también es antiséptico y antipirético, tónico digestivo, ayuda a realizar la digestión y elimina las lombrices de los intestinos. Además, en general, tonifica el organismo al actuar sobre los centros nerviosos y favorecer la circulación sanguínea. 
Otra de las propiedades medicinales del serpol es la de ser un efectivo febrífugo natural que ayuda a despejar las vías respiratorias. 
El serpol ayuda a prevenir el contagio de hongos en piscinas y duchas públicas. Los beneficios del serpol se emplean en ungüentos destinados a calmar las cefaleas tensionales; es así que se consigue aprovechar las propiedades analgésicas del serpol, tanto en casos de reumatismo como de gota, lumbago o, incluso, pies cansados.
El extracto de serpol entra en la composición de gotas y jarabes contra la tos, los catarros y los trastornos gastrointestinales.

## Recolección
Se utilizan las sumidades floridas, que deben recogerse en cuanto se abren los capullos, durante todo el verano. Se secan a la sombra y se guardan al abrigo de la luz y la humedad.

## Usos y aplicaciones
Como remedio medicinal, aplicación más usual es en infusión, dos veces al día detrás de las comidas. Se puede consumir también como tonificante. Contra la tos, se puede mezclar con la flor de tilo a partes iguales, y la mezcla, endulzada con miel, se consume tomando una cucharada sopera cada hora durante el día. En la cocina, se usa para condimentar los cocidos y asados.
La pomada o ungüento de serpol es conocida por sus propiedades para problemas reumáticos o respiratorios.[cita requerida]

## Taxonomía
Thymus serpyllum fue descrita por Félix de Avelar Brotero y publicado en Flora Lusitanica 1: 176. 1804.
Citología
Número de cromosomas de Thymus caespititius (Fam. Labiatae) y táxones infraespecíficos: 2n=30
Etimología
Ver: Thymus
serpyllum: epíteto latíno que significa "como el tomillo".
Sinonimia
| - Cunila thymoides L. - Hedeoma thymoides (L.) Pers. - Origanum serpyllum (L.) Kuntze - Serpyllum angustifolium (Pers.) Fourr. - Serpyllum citriodora Pall. - Serpyllum vulgare Fourr. - Thymbra ciliata Ten. - Thymus acicularis Besser - Thymus adscendens Bernh. ex Link - Thymus affinis Vis. - Thymus albidus Opiz - Thymus angulosus Dulac - Thymus angustifolius Pers. - Thymus angustus Opiz ex Déségl. - Thymus apricus Opiz - Thymus aureus auct. - Thymus azoricus Lodd. - Thymus barbatus Opiz - Thymus beneschianus Opiz - Thymus borbasii Borbás - Thymus caespitosus var. castriferrei (Borbás) Soó - Thymus calcicolus Schur - Thymus campestris Salisb. - Thymus carstiensis (Velen.) Ronniger - Thymus caucasicus Willd. ex Benth. - Thymus chamaedrys var. rotundifolius Nyman - Thymus ciliatus Lam. - Thymus citratus Dumort. - Thymus communis Kitt. - Thymus concolor Opiz - Thymus dalmaticus var. carstiensis Velen. - Thymus decumbens Bernh. ex Rchb. - Thymus deflexus Benth. - Thymus elatus Schrad. ex Rchb. - Thymus ellipticus Opiz - Thymus ellipticus Heinr.Braun - Thymus elongatus Opiz - Thymus erioclados Borbás - Thymus exserens Ehrh. ex Link - Thymus flogellicaulis A.Kern. - Thymus gizellae Borbás - Thymus glabrescens Benth. - Thymus gratissimus Dufour ex Willk. & Lange - Thymus hackelianus Opiz - Thymus hausmannii Heinr.Braun - Thymus hornungianus Opiz | - Thymus incanus Willd. ex Benth. - Thymus includens Ehrh. ex Rchb. - Thymus inodorus Lej. - Thymus interruptus Opiz - Thymus kollmunzerianus Opiz ex Benth. - Thymus kratzmannianus Opiz - Thymus laevigatus Vahl - Thymus linearifolius Heinr.Braun - Thymus longistylus Opiz - Thymus lucidus Willd. - Thymus macrophyllus Heinr.Braun - Thymus majoranifolius Desf. - Thymus micranthus Wierzb. ex Opiz - Thymus minutus Opiz - Thymus muscosus Zaver. - Thymus oblongifolius Heinr.Braun - Thymus ovatus var. concolor (Opiz) Formánek - Thymus ovatus var. subcitratus (Schreb.) Formánek - Thymus procerus Opiz ex Benth. - Thymus procumbens Benth. ex Opiz - Thymus pseudoserpyllum Rchb. ex Benth. - Thymus pumilus Gueldenst. ex Ledeb. - Thymus pusillus Gueldenst. ex Ledeb. - Thymus pusio Dichtl - Thymus pycnotrichus (R.Uechtr.) Ronniger - Thymus radoi Borbás - Thymus raripilus Dichtl - Thymus reflexus Lej. - Thymus reichelianus Opiz - Thymus repens Gilib. - Thymus rigidulus Kerguélen - Thymus rigidus Rchb. ex Besser - Thymus rotundifolius Schur - Thymus sanioi Borbás - Thymus serbicus Petrovic - Thymus serratus Opiz - Thymus simplex Kitt. - Thymus spathulatus var. castriferrei Borbás - Thymus subcitratus Schreb. - Thymus subhirsutus Borbás & Heinr.Braun - Thymus variabilis Hoffmanns. & Link - Thymus villosus Pall. ex M.Bieb. - Thymus wierzbickianus Opiz - Thymus wondracekianus Opiz - Ziziphora thymoides (L.) Roem. & Schult. |